# Revista Española de Documentación Científica
La Revista Española de Documentación Científica (REDC) és una publicació trimestral de documentació, informació científica i biblioteconomia, creada el 1917, i editada pel Consell Superior d'Investigacions Científiques, amb la col·laboració de la Societat Espanyola de Documentació i Informació Científica (SEDIC) i de la Societat Catalana de Documentació i Informació (SOCADI).
L'objectiu principal d'aquesta revista és contribuir a la difusió del coneixement entre els investigadors del camp de les Biblioteques i les Ciències de la Informació i els implicats en l'ús d'informació científica, tècnica i estratègica per a la política científica i la presa de decisions.
La Revista Espanyola de Documentació Científica és la revista més important en espanyol dedicada a temes d'Informació, Documentació i Biblioteconomia. Recull treballs originals, notícies i experiències en el camp de la Documentació i crítiques de llibres. Inclou també una secció bibliogràfica amb les referències dels treballs publicats en les més importants revistes mundials d'Informació, Documentació i Biblioteconomia. També disposa d'una secció de normes, on apareixen els projectes de normes UNE sobre Documentació, quan es troben en fase d'informació pública. Durant la seva evolució en el temps s'ha observat un augment significatiu d'articles de recerca en la seva darrera etapa, així com una presència considerable i creixent d'estudis bibliomètrics, i també l'ús continuat de tècniques similars per a la recollida i anàlisi de dades. A més, s'ha detectat la consolidació durant els darrers anys de la Biblioteconomia i les Ciències de la Informació com a camp científic.
Es tracta d'una revista en accés obert i amb avaluació d'experts externs. Des de l'any 2013 s'edita exclusivament en format electrònic.